# ریوو ویستا (تگزاس)
ریوو ویستا، تگزاس (به انگلیسی: Rio Vista, Texas) یک شهر در ایالات متحده آمریکا با جمعیت ۶۵۶ نفر است که در تگزاس واقع شده‌است.

## موقعیت جغرافیایی
موقعیت جغرافیایی شهرها و مناطق اطراف به شرح زیر است: